# مورچه چوب
مورچه چوب یا فرمیکا روفا (به انگلیسی: Formica rufa)، گونه‌ای مورچه از سردهٔ مورچه‌های چوب‌زی است. این گونه بومی اروپا و آناتولی است، اما در آمریکای شمالی نیز یافت می‌شود، رنگ کارگران آنها قرمز و قهوه ای مایل به سیاه است. آنها دارای فک پایین بزرگ هستند و مانند بسیاری از گونه‌های دیگر مورچه‌ها می‌توانند اسید فرمیک را از شکم خود به عنوان ابزار دفاعی بپاشند. اسید فرمیک برای اولین بار در سال ۱۶۷۱ توسط طبیعت‌شناس انگلیسی جان ری با تقطیر تعداد زیادی مورچه خرد شده این گونه استخراج شد. این مورچه‌ها در درجه اول از شته عسل می‌خورند.

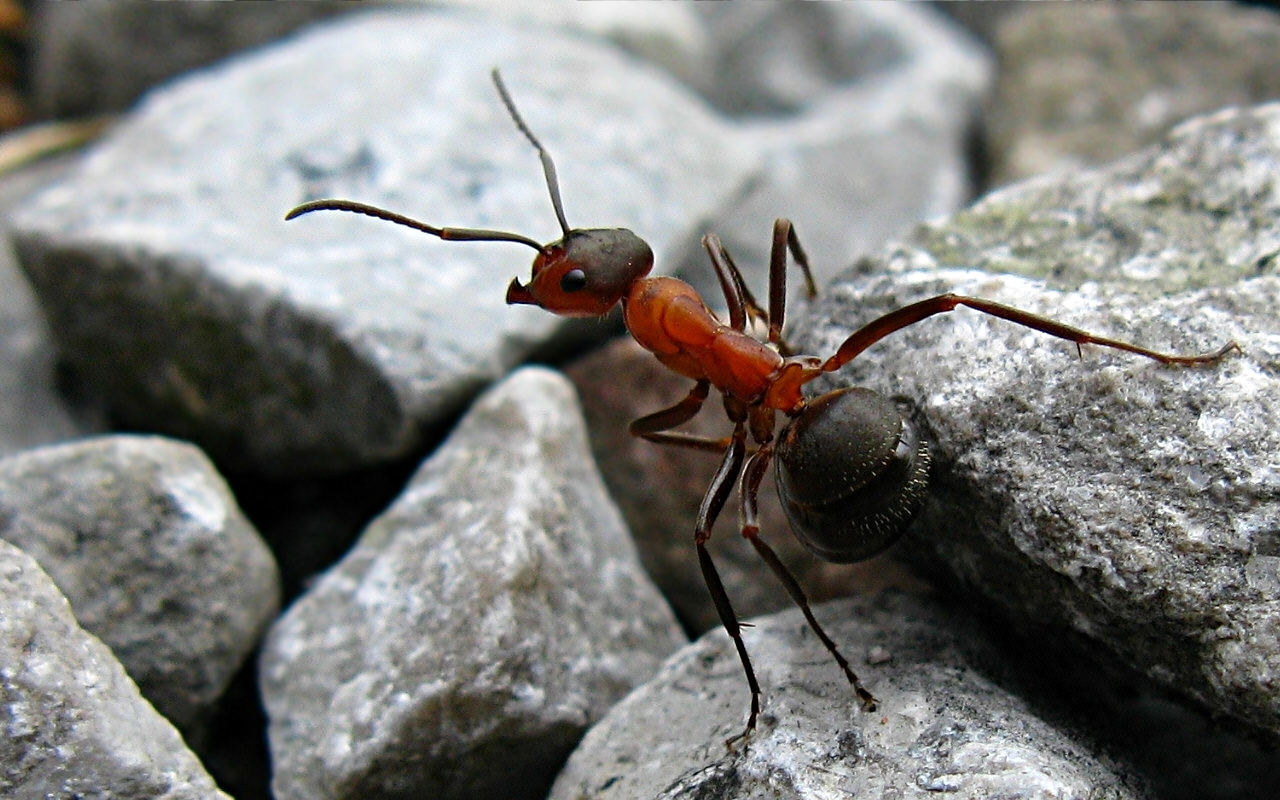
گشت زنی یک مورچه چوب